# Комендантська година 2: Під прикриттям
Комендантська година 2: Під прикриттям (англ. Martial Law II: Undercover) — американський бойовик.

## Сюжет
Шон Томпсон дуже любив працювати на пару з Біллі. Вони обидва були поліцейськими, але якщо Шона бандити розгадували майже відразу після початку першої «дружньої» бесіди, то, щоб «розкусити» Біллі, будь-кому довелося б чимало потрудитися: по-перше, Біллі — жінка, по-друге, досить миловидна і крихка на зовнішність, а по-третє, вона володіє мистецтвом рукопашного бою краще за багатьох здоровенних мужиків. Шона влаштовувало таке партнерство, і саме Біллі він покликав на допомогу, коли на своєму новому місці роботи виявив, що мафія купила всіх і вся, включаючи багатьох поліцейських.

## У ролях
- Джефф Вінкотт — детектив Шон Томпсон
- Синтія Ротрок — Біллі Блейк
- Пол Йоханссон — Спенсер Гамільтон
- Івен Лурі — Таннер
- Чарльз Тейлор — Доббс
- Шеррі Роуз — Брі
- Біллі Драго — капітан Кранц
- Дебора Дріггс — Тіффані
- Кімбер Сіссонс — Селеста
- Лео Лі — Хан
- Макс Тейер — капітан Бенкс
- Джон Відор — Сонні
- Ніколас Хілл — Хорхе
- Дагні Халтгрін — Крістін Річардс
- Кен Дункан — Бред Гамільтон
- Лу Палумбо — Аль Мерфі
- Пет Асанті — Джордж
- Оскар Діллон — охоронець 1
- Ріко МакКлінтон — охоронець 2
- Еддісон Кук — Боб
- Бріджет Карні — танцюристка
- Майкл Ентоні Тейлор — поліцейський що розмовляє
- Грегг Браззел — Бо
- Джеффрі Скотт Дженсен — цивільний 1
- Крістофер Урсітті — поліцейський 1
- Деніс Дафф — Ненсі Бореллі
- Лампі Стратмор — офіцер Діккенс
- Меттью Пауерс — Рік
- Лу Войлер — франт
- Фріц Лібер — Ленні